# Boz Burrell
Raymond Boz Burrell (Holbeach, Lincolnshire, 1 augustus 1946 - Marbella, Spanje, 21 september 2006) was een Britse zanger, gitarist en basgitarist. Hij heeft vooral als basgitarist gespeeld in diverse rockbands, waaronder King Crimson en Bad Company.

## Biografie
Raymond Boz Burrell was in zijn jeugd een liefhebber van jazz en rhythm-and-blues. Hij werd zanger en gitarist van The Tea Time 4. Op advies van hun manager Jack Barrie werd  de groep uitgebreid met keyboardspeler Ian McLagan, die later lid zou worden van Small Faces. Onder zijn bijnaam Boz sloot de band Boz People een platencontract en namen ze vier singles op. Het succes bleef echter uit. Burrell maakte een korte tijd deel uit van de soulband Feel For Soul, en onder de naam Boz nam hij in 1968 een cover op van Bob Dylans Down in the flood. Daarbij werd hij begeleid door organist Jon Lord, gitarist Ritchie Blackmore en drummer Ian Paice, die op dat moment bezig waren met het vormen van hun nieuwe band Deep Purple. 
In 1971 sloot Burrell zich aan bij de progressieve rockband King Crimson als nieuwe zanger en bassist. Omdat hij geen ervaring had met de basgitaar leerde bandleider Robert Fripp hem in twee weken om dit instrument te bespelen. Hij speelde mee op het vierde studioalbum Islands. Tijdens de daarop volgende tournee ontstonden er strubbelingen tussen de bandleden, met als gevolg dat de band in het begin van 1972 uiteenviel. Ze maakten nog wel het album Earthbound (1972) voordat ze het bijltje erbij neerlegden. In 1973 werkten Burrell, saxofonist/fluitist Mel Collins en drummer Ian Wallace mee aan het album Still van schrijver, dichter en performer Peter Sinfield. 
In 1973 was Boz Burrell medeoprichter van de supergroep Bad Company, die verder bestond uit zanger Paul Rodgers en drummer Simon Kirke (beiden afkomstig van de band Free) en Mick Ralphs (voormalig gitarist van Mott the Hoople). De band had het meeste succes met het titelloze debuutalbum Bad company en de opvolgers Straight shooter en Run with the pack. De groep kreeg geleidelijk minder succes, en na het album Rough diamonds (1982) werd Bad Company opgeheven. In 1998 werd de band nieuw leven ingeblazen en gingen ze weer op tournee in de oude bezetting. Daarna verlieten Burrell en Ralphs de band. 
In de jaren '90 speelde Burrell met diverse andere muzikanten zoals Roger Chapman en The Streetwalkers, Alvin Lee (vroeger gitarist/zanger van Ten Years After), Roger Chapman, The Shoe String Band, Ken Hensley (voormalige toetsenist van Uriah Heep), Celtic Groove Connection, de Britse rhythm-and-blueszangeres Ruby Turner en de Schotse muzikant en acteur Tam White. Die was aanwezig in Burrells Spaanse appartement in Marbella toen Burrell op 20 september 2006 plotseling overleed aan een hartaanval.  

## Discografie
solo als Boz
- Isn't that so / You're just the kind of girl I want (1966) (single)
- Meeting time / No (ah) body knows blues (1966) (single)
- Pinocchio / Stay as you are (1966) (single)
- The baby song / Carry on screaming (1966) (single)
- I shall be released / Down in the flood (1968) (single)
- Light my fire / Back against the wall (1968) (single)

met Duster Bennett
- Jumpin' at shadows (1965)

met Centipede
- Septober energy (1971)

met King Crimson
- Islands (1971)
- Earthbound (1972)
- Ladies of the road (2002)
- Sailors' tales (1970-1972), 27-disc boxed set (2017)

met Pete Sinfield
- Still (1973)

met Snape
- Accidentally born in New Orleans (1973)
- Live on tour in Germany (1973)

met Bad Company
- Bad company (1974)
- Straight shooter (1975)
- Run with the pack (1976)
- Burnin' sky (1977)
- Desolation angels (1979)
- Rough diamonds (1982)
- 10 from 6 (1985)
- The original Bad Co. anthology (1999)
- Live in Albuquerque 1976 (2006)

met Boxer
- Bloodletting (1979)

met Jon Lord
- Before I forget (1982), track 3: Hollywood rock and roll

met The Shortlist
- He was... She was... You was... We was... (1982)
- Mango crazy (1983)
- Burglar (The legendary funny cider sessions – vol. 1) (1988)

met Ken Hensley
- From time to time (1994)

met Ruby Turner
- Call me by my name (1998)

met Celtic Groove Connection
- Celtic groove connection (1999)

- Gemeinsame Normdatei: 1089599471
- International Standard Name Identifier: 0000 0001 1937 0560
- Library of Congress Control Number: no2011066771
- MusicBrainz: 8a051afa-9a05-402e-a2bb-32c877c812ee
- Nationale Bibliotheek van Tsjechië: xx0086834
- Virtual International Authority File: 85876858
- WorldCat: E39PBJqqCQBvqyWGX8F7hhkRrq